# پتاسیم سیانید
پتاسیم سیانید (انگلیسی: Potassium cyanide) یک ترکیب معدنی با فرمول شیمیایی KCN است. این ماده به صورت پودر بی‌رنگ است. موارد استفادهٔ آن در سنتز آلی و استخراج طلا و آبکاری الکتریکی است. پتاسیوم سیانید بسیار سمی است. این ماده معمول ترین استفاده را در خودکشی دارد.